# Конвой SO-905
Конвой SO-905 — японський конвой часів Другої світової війни, проведення якого відбувалось у липні 1943 року.
Конвой сформували для проведення групи транспортних суден із Палау (важливий транспортний хаб у західній частині Каролінських островів) до Рабаула — головної передової бази японців в архіпелазі Бісмарка, з якої вони провадили операції на Соломонових островах та сході Нової Гвінеї.
До складу конвою SO-905 увійшли судна «Хокко-Мару», «Токо-Мару», «Рйойо-Мару» (Ryoyo Maru), «Шохо-Мару» та «Хоккай-Мару». Ескорт забезпечували мисливці за підводними човнами CH-22, CH-23 та CH-24 (утім, CH-23 супроводжував конвой лише на незначній початковій ділянці маршруту).
9 липня судна вийшли з Палау та попрямували на південний схід. 12 липня на конвой SO-905 здійснили невдалий напад підводні човни Albacore та Mingo, а наступної доби все так же безрезультатні атаки вчинили Albacore та третій підводний човен Grouper.
16 липня конвой прибув до Рабаула.